# Albisu
Barrio Albisu es una localidad uruguaya del departamento de Salto, municipio de San Antonio.
Cuenta con viviendas de Mevir, un salón de fiestas, una iglesia, 3 plazas recreativas, una policlínica, una escuela pública y un club de fútbol.

## Geografía
La localidad se encuentra situada en la zona suroeste del departamento de Salto, sobre la cuchilla de Salto, en el km 10 de la ruta 31. Dista 10 km de la ciudad de Salto.

## Población
Según el censo de 2011 la localidad contaba con una población de 544 habitantes.
| 206           | 137 | 162 | 291 | 464 | 544 |
| (Fuente: INE) |     |     |     |     |     |